# Kantatie 79
Pour les articles homonymes, voir Route 79.
La route principale 79 (en finnois : Kantatie 79) est une route principale allant de Rovaniemi à Muonio en Finlande.

## Description
La route principale 79 est une voie importante pour aller de Rovaniemi vers Kittilä et Muonio. 
La route 79 rejoint la route nationale 21 à Muonio et continue du côté norvégien jusqu'à Tromsø.

## Parcours
La route parcourt les communes suivantes :
- Rovaniemi
- Kittilä
- Muonio